# مزرعة الخريبة
مزرعة الخريبة  هي إحدى القرى اللبنانية من قرى قضاء النبطية في محافظة النبطية.